# 愛港之聲
愛港之聲（英語：Voice of Loving Hong Kong）是由高達斌在臉書發起的組織，屬於香港激進建制派非政黨政治組織，該組織曾動員支持梁振英政府，後來在2017年改為支持參加行政長官選舉的林鄭月娥。

## 成立背景

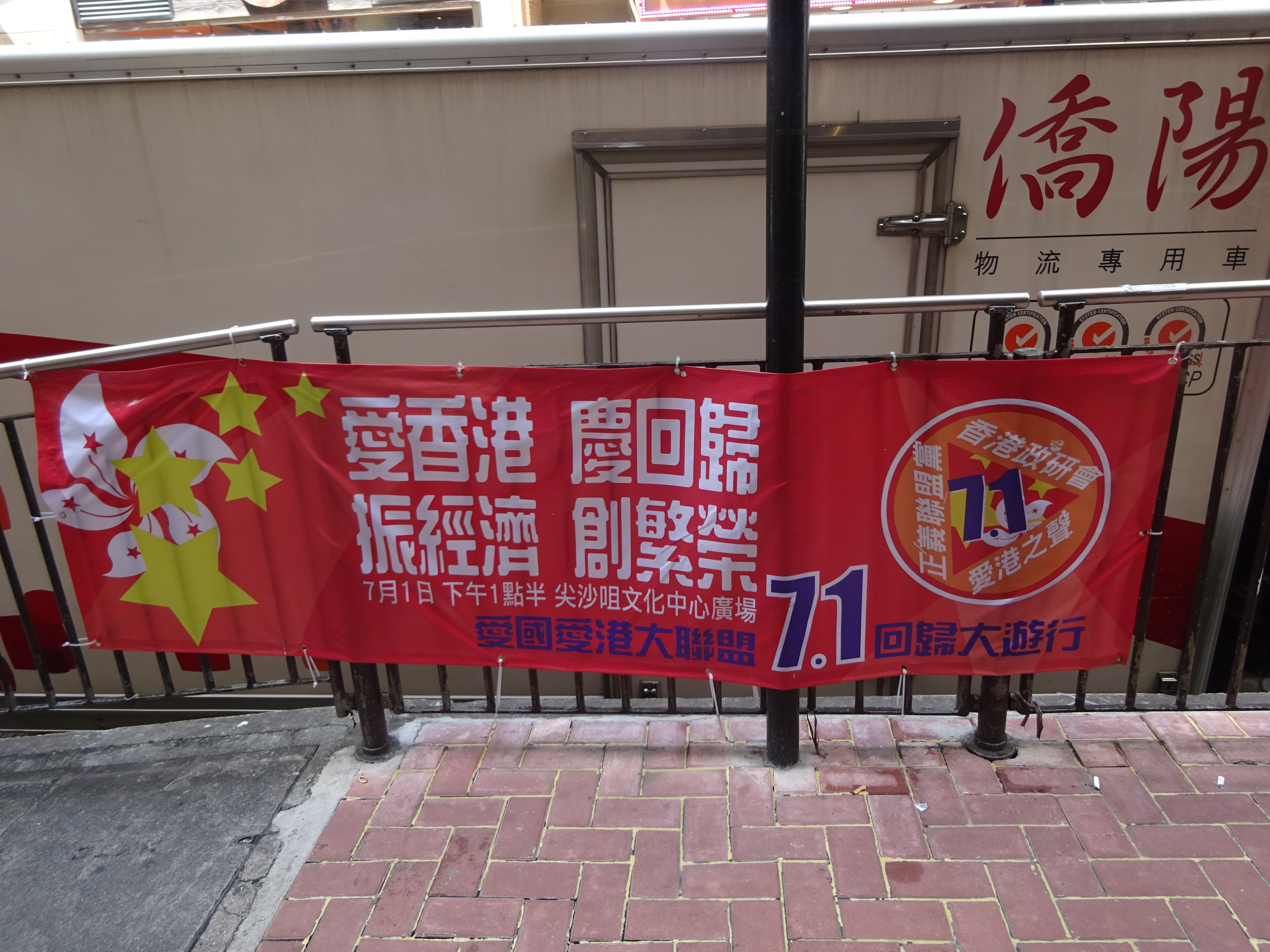
愛港之聲的宣傳橫額（2016年7月）

「愛港之聲」與舉辦2012年12月30日遊行的愛护香港力量有分別，後者成员曾經與Now TV记者及「倒梁之徒」发生冲突，愛港之聲曾於社交網站跟「愛护香港力量」發生罵戰。
「愛港之聲」與「愛护香港力量」和「香港青年關愛協會」等建制派組織曾有不同的宣傳形象，而他們的共同點都是針對非建制人士（如民主派、及本土人士）和對抗法輪功學員。
2013年1月1日，「愛港之聲」發起「愛香港、撐政府 元旦嘉年華」。其以嘉年華活動名義，與民間人權陣線以「反梁」為號召的2013年元旦大遊行打對台。舉行地點「愛港之聲」在上層（政總露天劇場）；與「民陣」在下層（政總停車場入口。高達斌認為遊行集會「化戾氣為祥和」，市民理性、求同存異及反對肢體衝突。
之後「愛港之聲」經常到由泛民主派人士主辦的論壇集會，向主辦的人士表示反對意見。
2014年六四二十五周年晚會前夕，他們在天后站外擺設街站並派發反「平反六四集會」的傳單。「愛港之聲」聲稱要放下悲痛，執著仇怨只會影響心情。高先生更斷言六四天安門廣場沒有平民死亡，反而指有解放軍受傷。不過，有出席六四晚會和持相反意見的市民不滿意「愛港之聲」，與他們的成員理論和對罵，期間有推撞，香港警方試圖阻止衝突，分隔雙方，並擴大架設鐵馬的範圍。

## 主要人物
- 高達斌，香港商人，曾任深圳市海外聯誼會理事（中共深圳市委統戰部下属組織）[7]。
- 伍家廉，前香港電台中文台員工，2015年4月1日轉戰建制派，並支持港澳特區政府。
- 黃仲棋，前民主派政黨成員、市政局及區議會議員，2016年元旦轉投建制派，並支持港澳特區政府。

## 外部連結
维基共享资源上的相關多媒體資源：愛港之聲